# Eacide
Eacide (in greco antico: Αἰακίδης?, Aiakídes; Epiro, ... – 313 a.C.) fu re dell'Epiro dal 331 al 313 a.C., figlio di Aribba e nipote di Alceta I.

## Biografia
Eacide salì sul trono dopo la morte del cugino Alessandro il Molosso avvenuta nel 331 a.C. durante la sua spedizione in Italia. Sposò Ftia II, figlia di Menone di Farsalo, da cui ebbe tre figli: un maschio, Pirro, e due femmine Deidamia e Troias.
Nel 317 a.C. supportò Poliperconte nel tentativo di far risalire sul trono di Macedonia la cugina Olimpiade e Alessandro IV di Macedonia, il figlio di Alessandro Magno. L'anno seguente marciò per aiutare Olimpiade, minacciata da Cassandro, tuttavia gli Epiroti si rivoltarono contro di lui cacciandolo dal regno che passò a Cassandro. Pirro, che aveva allora solo due anni, venne salvato con difficoltà da alcuni servi. 

Regno d'Epiro

Gli Epiroti si stancarono presto del governo macedone e richiamarono Eacide nel 313 a.C.. Cassandro gli inviò immediatamente contro un'armata comandata da Filippo. Eacide venne sconfitto dai macedoni in due battaglie, perdendo peraltro la propria vita.